# Bassa Nera d'Aiguamoix
La Bassa Nera d'Aiguamoix, situada al circ de Colomèrs a 1.900 metres d’altitud,  és una petita torbera activa d’alta muntanya amb una superfície de només 0,26 hectàrees i una profunditat màxima de 0,8 metres. Està situada dins d'un bosc de pi negre a la conca del riu d'Aiguamòg, i forma part del conjunt de les torberes i mulleres d'Aiguamòg dins del Parc Nacional d'Aigüestortes i Estany de Sant Maurici.
L'interès principal de l'estany és per la presència de comunitats aquàtiques higròfiles d'alt interés a Catalunya, incloses
dins dels hàbitats d'interès comunitari d'estanys naturals eutròfics amb vegetació natant (Hydrocharition) o poblaments
submersos d'espigues d'aigua (Potamion)
L'estany és proper al camí de vianants que des del banhs de Tredòs puja cap al refugi de Colomers, seguint el curs
del riu Aiguamòg, però resta molt amagat des d'aquest per situar-se enmig d'un bosc dominat pel pi negre i l'avet, de manera que la seva freqüentació directa és escassa. Tampoc és senyalitzat ni des de la pista cap a Colomers és visible ni accessible directament. Per tant, gaudeix d'una escassísima pressió humana actualment.
El seu estat de conservació és excel·lent, sense factors de risc que ni actualment ni en el futur facin perillar la seva
integritat. Està situat dins de la zona perifèrica de protecció del Parc Nacional d'Aigüestortes i estany de Sant Maurici
i a més està proposat per a la seva declaració com a reserva natural integral. En tot cas, el risc principal deriva del
possible augment de la freqüentació humana actual, encara que sempre escàs per la seva inaccessibilitat directa i la
protecció que suposa la regulació de les activitats del Parc Nacional. L'espai es troba també inclòs a l'espai del PEIN i de la Xarxa Natura 2000